# Estádio Proletário Guilherme da Silveira
O Estádio Proletário Guilherme da Silveira Filho ou Estádio de Moça Bonita é um estádio de futebol localizado no bairro de Bangu, Rio de Janeiro, pertencente ao Bangu Atlético Clube.
Foi inaugurado no dia 17 de novembro de 1947, para substituir o antigo Campo da Rua Ferrer, fechado em 1943.

## História
O Bangu deixou sua antiga casa da Rua Ferrer quando a fábrica que deu origem ao time vendeu o terreno. O espaço comprado para sediar o novo estádio ficava na antiga Fazenda da Viúva, local conhecido como Moça Bonita - apelido que acabou se estendendo para o estádio. Por quatro anos, o time peregrinou por estádios emprestados, já que o início das obras - e consequentemente sua conclusão - prevista para 1944, atrasou cerca de um ano. As obras foram bancadas pela Fábrica Bangu. O projeto era mais grandioso do que o que acabou sendo realizado: capacidade era estimada em 60 mil pessoas. O projeto do estádio Proletário foi de autoria de João Correia Lima ao passo que o engenheiro responsável pelas obras foi Antônio Gomes da Fonseca Ferreira .
A primeira partida no Estádio Moça Bonita só ocorreu em 12 de dezembro de 1948, na partida vencida pelo Bangu sobre o Flamengo por 4 a 2 . O primeiro gol no estádio foi de Joel Resende, do Bangu.
O Estádio de Moça Bonita teve capacidade de 15.000 pessoas, já tendo recebido públicos maiores, como na partida Bangu 0 a 0 Fluminense, quando 16.136 pessoas pagaram pelos ingressos, em partida válida pelo Campeonato Carioca de 1977. Após reformas, a capacidade de público oficial em 2017 é de 9.024 pessoas. Por questões de segurança dos torcedores o número de ingressos é reduzido para no máximo 8.000 pessoas. Em 4 de fevereiro de 2017, o Nova Iguaçu F.C recebeu o Flamengo para partida válida pela terceira rodada do Campeonato Carioca, e a partida contou com um público pagante de 6.134 torcedores, 6.984 presentes e renda de R$ 212.375,00. O Flamengo venceu a partida pelo placar de 4 a 0.
O recorde de público (não confirmado) seria de 32.000 espectadores, na partida entre Bangu e a Seleção Brasileira, no dia 14 de março de 1970, que terminou empatada em 1 a 1.
O estádio passou por reformas para o Campeonato Carioca de 2012 com instalação de cadeiras oriundas do Maracanã e reformas nos vestiários, banheiros, cabines de imprensa, sistema de iluminação e gramado.
De 2017 a 2022, o estádio ficou sem receber partidas oficiais à noite.
Em 2018, o vereador Zico (PTB) apresentou o Projeto de Lei n° 1005/2018 propondo tombar a sede do Complexo Esportivo Estádio Proletário Guilherme da Silveira Filho.
Em 2022, parte das estruturas das fachadas e da cobertura do Estádio Aquático Olímpico, palco das provas de natação dos Jogos Olímpicos e Paralímpicos Rio 2016 foram doadas ao Estádio. As reformas começaram em maio de 2023, prevendo a demolição da estrutura antiga para reconstruir seguindo exigências modernas de um estádio.